# FC AGMK
FC AGMK(우즈베크어: ОКМК футбол клуби, 러시아어: Футбольный клуб АГМК)는 우즈베키스탄 타슈켄트 주 올말리크를 연고로 하는 프로 축구팀으로, 2004년에 창단되었다. 창단 당시 구단의 소유 주체인 올말리크 광업 및 금속공학 발전소의 러시아어 표기인Алмалыкский горно-металлургический комбинат(로마자:Almalykskiy Gorno-Mettalurgichesky Kombinat)의 네 머릿글자를 따 구단명을 AGMK라 명명하였다. 2009년 구단의 명칭을 연고지인 올말리크로 대체하여, FK 올말리크(우즈베크어: Олмалиқ, 러시아어: Алмалык)로 교체하였다. 2018년에 본래의 명칭인 FC AGMK로 재변경하였다. 2018 시즌 현재 우즈베키스탄 리그에 출전하고 있다.

## 선수 명단

### 현역
참고: FIFA 자격 규정에 따라 소속된 국가대표팀 국기를 표시합니다. 선수는 복수의 FIFA 비회원국 국적을 가지고 있을 수 있습니다.
| 번호 | 포지션 | 국적 | 이름            |
| ---- | ------ | ---- | --------------- |
| 11   | FW     |      | 루벤 산체스     |
| 16   | MF     |      | 세나가 나오아키 |

| 번호 | 포지션 | 국적 | 이름 |
| ---- | ------ | ---- | ---- |

## 역대 감독
| 감독              | 임기   |
| ----------------- | ------ |
| 미르잘랄 카시모프 | 2019 ~ |